# Pédale dure
 (février 2022).
Si vous disposez d'ouvrages ou d'articles de référence ou si vous connaissez des sites web de qualité traitant du thème abordé ici, merci de compléter l'article en donnant les références utiles à sa vérifiabilité et en les liant à la section « Notes et références ».
Série
Pédale douce
(1996)
Pour plus de détails, voir Fiche technique et Distribution.
Pédale dure est un film français réalisé par Gabriel Aghion, sorti en 2004.
Ce film est le deuxième volet du film Pédale douce (1996) mais n'en est pas la suite directe. Son titre provisoire est Pédale douce 3 : elles sont tellement folles qu'elles ont oublié de faire le 2 !.

## Synopsis
Loïc et Seb forment un couple de notables installés dans le Marais. Seb est le patron d'une boîte de nuit homosexuelle du quartier. Loïc, pour sa part, veut devenir père. Il a donné son sperme pour que, par fécondation in vitro, leur amie Marie Agut porte cet enfant. Au moment où se déroule le film, elle est enceinte de trois mois. Mais Marie tombe amoureuse de Charles, un homme mystérieux qu'elle invite à dîner. Loïc et Seb prennent alors peur, ne voulant pas voir partir leur amie et essayant d'écarter cet homme qui pourrait aussi signifier la fin de la possibilité de devenir pères.

## Fiche technique
Sauf indication contraire, les informations mentionnées dans cette section peuvent être confirmées par la base de données cinématographiques IMDb,  présente dans la section « Liens externes ».
- Titre original : Pédale dure
- Réalisation : Gabriel Aghion
- Scénario : Gabriel Aghion, Bertrand Blier, Pierre Palmade et Patrick Timsit[3]
- Musique : Jean-Claude Petit
- Décors : Dan Weil et Bettina Von Den Steinen
- Costumes : Olivier Beriot
- Photographie : Jean-Marc Fabre
- Son : Brigitte Taillandier, Dominique Gaborieau, Julien Gigliotti
- Montage : Luc Barnier et Laurence Bawedin
- Production : Marie-Dominique Girodet et Olivier Granier
- Sociétés de production[4] : Galfin Productions, Aussie Films, Sans Contrefaçon Productions et TF1 Films Production, avec la participation de Canal+, Sofica Valor 6 et StudioCanal Image
- Distribution : Pathé Distribution
- Budget : 10 millions d’ €[5]
- Pays de production :  France
- Langue originale : français
- Format[6] : couleur - 35 mm - 2,35:1 (Cinémascope) - son Dolby Digital
- Genre : comédie
- Durée : 90 minutes
- Dates de sortie[7] :
  - France, Suisse romande : 20 octobre 2004[8]
  - Belgique : 27 octobre 2004[9]
- Classification :
  - France: tous publics[10]
  - Belgique : tous publics (Alle Leeftijden)[9]

## Distribution
- Gérard Darmon : Loïc
- Michèle Laroque : Marie Agut
- Dany Boon : Seb
- Jacques Dutronc : Charles
- Guillaume Cramoisan : Darling
- Ruben Alves : Fripounet
- Dominique Besnehard : Riki
- Nathalie Corré : La dame au landau
- Firmine Richard : La sage-femme
- Victor Garrivier : voisin 1
- William Carnimolla : Gisèle
- Eebra Tooré : Tim
- Nicky Marbot : Brad
- Jérôme Bertin : Le toubib
- Jalil Naciri : Le pianiste turc
- Géraldine Giraud : Loubarde 1
- Éric Naggar : Homme Carpaccio
- Jacky Nercessian : Mari Carpaccio
- Céline Caussimon : Femme Carpaccio
- Annie Jouzier : La mère
- Pierre Charras : Le père
- Jacques Collard : Le concierge du Plaza
- Olivier Galfione : Le pyjamiste
- Mathias Jung : Le vigile abruti
- Thibault Chanel : Xavier
- Kahena Saigui : Loubarde 2
- Michaël Morris : Le prêtre
- Eliane Pine Carringhton : Éliane
- Jérôme Marc : Johnny
- Caro Vicenti : Gilda
- Arthur Chazal : Frédéric à 6 ans
- Aïssa Daret : Le déménageur
- Valéry Schatz : Christian
- Nathalie Krebs : La cliente du Plaza
- Didier Raymond : Le client du Plaza
- Jeff El Eini : José
- Romain Bechetoille : Le pyjamiste « slip »
- Ralph Könnemann : L'homo cuir
- Vincen Arch : David
- Érik Rémès

## Bande originale
- Je ne suis pas un héros - Daniel Balavoine
- The beat goes on - Linda Lee Hopkins
- La nuit n'en finit plus (Needles and Pins) - Petula Clark
- Joshua fit the battle of Jericho (reprise)
- Don't Go - Yazoo
- Daddy cool - Placebo
- Qu'Est-C'Tas Qu'Est-C T'As Pas - Dani
- Go west - Pet Shop Boys
- J'ai encore rêvé d'elle - Il Était une Fois
- Heart of Glass - Blondie
- Pourquoi un pyjama ? - Régine
- Enola Gay - OMD
- Vanina (Runaway) - Dave
- Oh l'amour - Erasure
- C'est comme ça - Les Rita Mitsouko
- Le chat - Pow woW

## Accueil

### Accueil critique
Très mal accueilli par la critique à sa sortie, le film ne renoua pas avec le succès du précédent opus (429 081 entrées pour ce film contre  4 119 174 entrées pour Pédale douce).
Le 29 juillet 2009, les internautes du site Allociné ont donné à ce film une note moyenne de 0,9/5 ce qui le classe 2e dans le classement des pires films.

## Distinctions

### Récompenses
- Bidets d'Or 2005[11] :
  - Bidet d'Or du film,
  - Bidet d'Or du réalisateur pour Gabriel Aghion.

## Autour du film
- C'est le troisième et dernier film où joue Géraldine Giraud, fille de Roland Giraud, avant d'être assassinée.

## Editions en vidéo
- - DVD : 11 mai 2005